# Putaendo

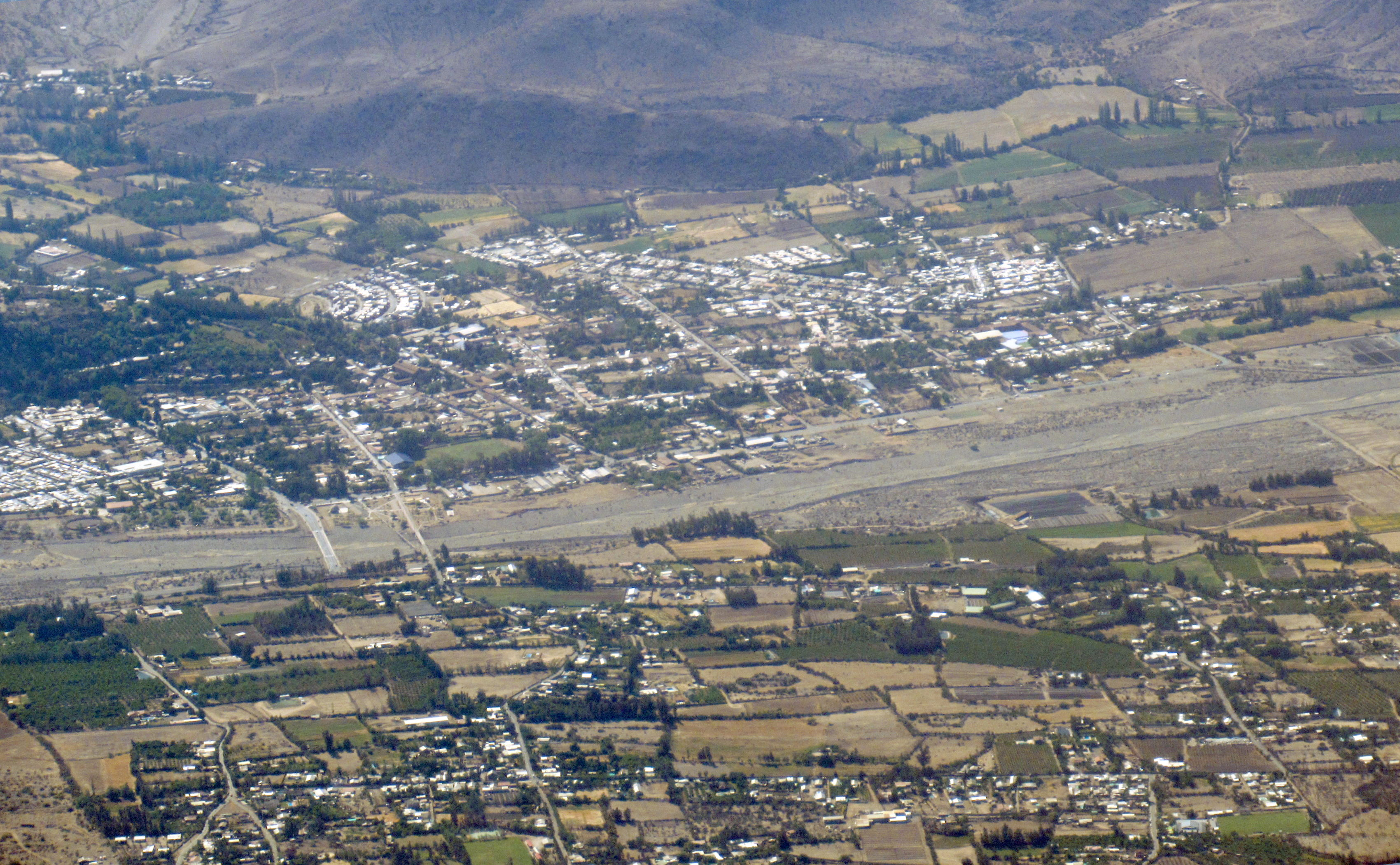
Putaendo

Putaendo è un comune del Cile della provincia di San Felipe de Aconcagua nella Regione di Valparaíso. Al censimento del 2002 possedeva una popolazione di 14.649 abitanti.

## Società

### Evoluzione demografica
| Censimento del 1992 | Censimento del 2002 |
| 12.806 ab.          | 14.649 ab.          |